# Chimia Râmnicu Vâlcea
El Chimia Râmnicu Vâlcea fue un equipo de fútbol de Rumania que alguna vez jugó en la Liga I, la liga de fútbol más importante del país.
Fue fundado en el año 1924 en la ciudad de Râmnicu Vâlcea, siendo un equipo que a lo largo de su historia cambió de nombre varias veces, las cuales han sido: 
- 1946 - Vâlceana
- 1947 - CSM Vâlcea
- 1956 - Flamura Roşie
- 1957 - Unirea
- 1958 - Şantierul Govora
- 1959 - Chimia Govora
- 1962 - Unirea Râmnicu Vâlcea
- 1966 - Oltul
- 1967 - Chimia Râmnicu Vâlcea
- 1994 - FC Râmnicu Vâlcea

Participó en 10 temporadas en la Liga I, la cual nunca ganó, aunque su mayor logro fue ganar la Copa en 1972/73. 
Luego de ese hecho, el equipo comenzó a ir en picada, descendió a la Liga II al año siguiente, y siguió cayendo hasta que en el año 1998 estaba en la Liga IV, la liga regional de Rumania.
El equipo fue disuelto en el año 2004 luego de serios problemas financieros, pero la ciudad tiene otro equipo, el CSM Râmnicu Vâlcea, fundado en el año 2004.
A nivel internacional participó en 1 torneo continental, en la Recopa de Europa de Fútbol de 1973/74, donde fue eliminado en la Primera Ronda por el Glentoran FC de Irlanda del Norte.

## Palmarés
- Copa de Rumania: 1

1972/73
Liga II: 2
1973/74, 1977/78
- - Subcampeón: 2

1988/89, 1990/91
Liga III: 1
1970/71
- - Subcampeón: 3

1956, 1957/58, 1998/99

## Participación en competiciones de la UEFA
- Recopa de Europa de Fútbol: 1 aparición

1974 - Primera Ronda